# Nierembergia browallioides
Nierembergia browallioides är en potatisväxtart som beskrevs av August Heinrich Rudolf Grisebach. Nierembergia browallioides ingår i släktet Nierembergia och familjen potatisväxter. Inga underarter finns listade i Catalogue of Life.